# 比叡山

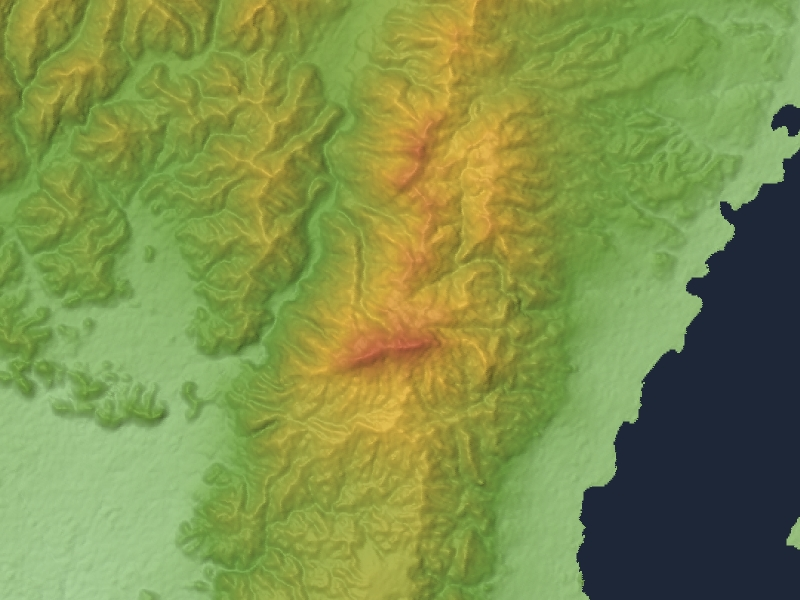
比叡山の地形図。高峰が比叡山山頂

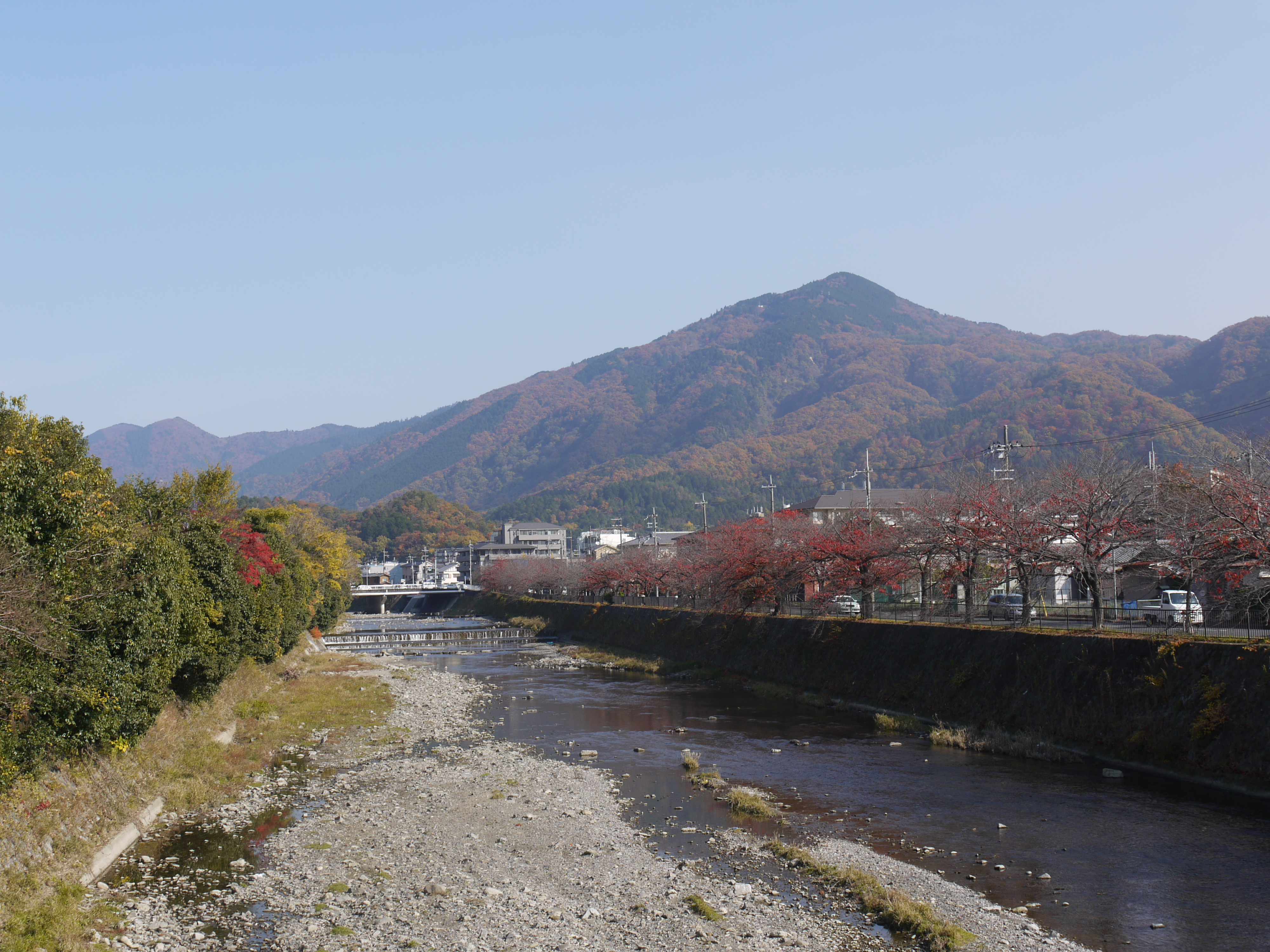
秋の比叡山

比叡山（ひえいざん）は、都富士という有名な呼び名や、叡山、北嶺、天台山とも呼ばれ、滋賀県大津市西部と京都府京都市北東部にまたがる山。大津市と京都市左京区の両府県境に位置する大比叡（おおひえ、おおびえ、だいひえい 海抜848.3メートル）と左京区に位置する四明岳（しめいがたけ 海抜838メートル）の二峰から成る双耳峰の総称である。高野山と並び古くより信仰対象の山とされ、日吉大社があり繁栄した。東山三十六峰に含まれる場合もある。大比叡の中腹に天台宗の総本山延暦寺がある。

## 概要
比叡山は、滋賀県大津市の西南、滋賀・京都府県境に位置する、標高848メートルの山である。古事記には淡海（おうみ）の日枝（ひえ）の山として記されており、古くから山岳信仰の対象とされてきた。
国土地理院による測量成果では、東の頂を大比叡、西の頂を四明岳、総称として比叡山としている。「点の記」では、東の頂に所在する一等三角点の点名を「比叡山」としている。この三角点は大津市と京都市の境に位置するが、所在地としては大津市にあたる。この一等三角点「比叡山」の標高は、2014年5月に標高改算され、848.1メートルとなった。なお、比叡山は、丹波高地ならびに比良山地とは花折断層を境にして切り離されているため、比叡山地、あるいは比叡醍醐山地に属するとされる。
京都側から見た場合、四明岳と大比叡をともに確認することができる。しかし、京都盆地から比叡山を見た場合、四明岳は確認できるが、大比叡の頂は四明岳に隠れてしまう。このときのバランスのとれた三角形の外観は、「都富士」ともいわれる。また、大比叡が見えない場合、四明岳を比叡山の山頂だと見なすことがあり、京福電気鉄道叡山ロープウェイにおいては、四明岳の山頂をもって比叡山頂駅と設定している。
比叡山の山頂からは、琵琶湖や京都市街のほか、比良連峰などの京都北山も眺めることができる。また条件が良ければ、長野県と岐阜県の県境にある御嶽山を望むことができる。山の東側には天台宗の総本山である延暦寺がある。また、山頂の北の「奥比叡」は「殺生禁断」とされているため、貴重な野生動物や植物の姿を確認することができ、特に、鳥類の繁殖地として有名である。なお、真夏の京都市内と比叡山の山頂近くとでは、気温が5、6℃違うという。 
比叡山は、登山も盛んである。京都市左京区修学院から登る雲母坂（きららざか）は古くから京都と延暦寺を往復する僧侶・僧兵や朝廷の勅使が通った道であり、現在も登山客は多い。雲母坂登山口から大比叡山頂まで、徒歩でおよそ2時間20分掛かるとされる。滋賀県側からは、日吉大社の門前町・坂本から表参道を経て、無動寺谷を通って登る登山道などがある。この登山ルートも、徒歩でおよそ2時間10分から20分掛かるとされている。山内には大津から京都大原方面へ抜ける東海自然歩道と、北白川・大原間の区間となる京都一周トレイルが通っている。なお、四明岳はガーデンミュージアム比叡の敷地内にあり、登頂には同園への入場が必要となる。
なお、四明岳の表記、あるいは読みには多数の説があり、国土地理院による「四明岳（しめいがたけ、しめいだけ）」のほか、「京都市の地名」では「四明ヶ岳（しめがたけ）」、「四明峰（しみょうのみね）」などを挙げている。比叡山の別称である天台山、ならびに四明岳の名称は、天台宗ゆかりの霊山である中国の天台山、四明山に由来する。

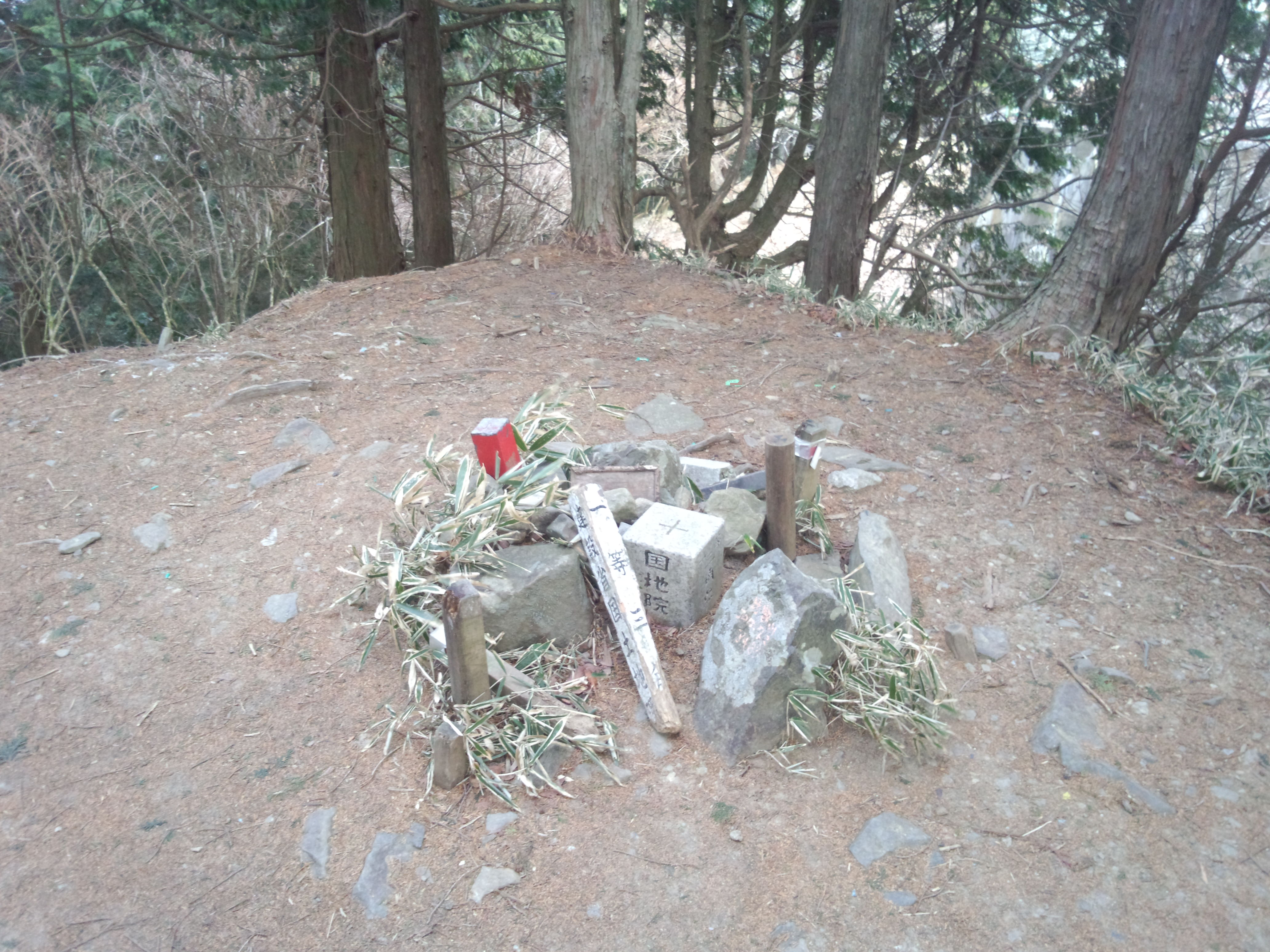
大比叡に設置された一等三角点。点名は比叡山である。

## 歴史
古事記では比叡山は日枝山（ひえのやま）と表記され、大山咋神が近江国の日枝山に鎮座し、鳴鏑を神体とすると記されている。平安遷都後、最澄が堂塔を建て天台宗を開いて以来、王城の鬼門を抑える国家鎮護の寺地となった。京都の鬼門にあたる北東に位置することもあり、比叡山は王城鎮護の山とされた。
延暦寺が日枝山に開かれて以降、大比叡を大物主神とし小比叡を大山咋神とし地主神として天台宗・延暦寺の守護神とされ、大山咋神に対する山王信仰が広まった。また比叡山山頂の諸堂や山麓の日吉大社などを参拝して歩く回峰行も行われ信仰の山である。「世の中に山てふ山は多かれど山とは比叡のみ山をぞいふ」と慈円が詠んだことでも知られる。
1934年（昭和9年）9月21日、室戸台風の暴風雨により、老樹が多数倒木する被害を受ける。

## 観光
有料道路や路線バス、ケーブルカー、ロープウェイで山頂まで行けるため、休日には観光客が多く訪れる。叡山ケーブルのケーブル比叡駅の中間広場（ケーブルカーとロープウェイの乗り継ぎ広場）では、毎年8月ごろに、京福電気鉄道の運営で、「比叡YAMAのビアガーデン」が開催される。お盆等には夜間営業が行われることもある。
かつては比叡山頂遊園地と比叡山人工スキー場があったが、それぞれ2000年（平成12年）、2002年（平成14年）に完全閉鎖され、山頂遊園地の跡地は美術館「ガーデンミュージアム比叡」、スキー場の跡地はコスモス園になっている。また、京都側のふもとの八瀬にはスポーツバレー京都（森のゆうえんち）もあったが、こちらも2001年（平成13年）11月30日に閉鎖された。跡地にはリゾートトラストによって、会員制リゾートホテルが建てられた。

## 交通

### 鉄道

#### 大津市坂本方面
- 比叡山鉄道比叡山鉄道線（坂本ケーブル）
- 京阪電気鉄道石山坂本線 坂本比叡山口駅下車

#### 京都市八瀬方面
- 京福電気鉄道叡山ロープウェイ
- 京福電気鉄道鋼索線（叡山ケーブル）
- 叡山電鉄叡山本線

### 道路
- 比叡山ドライブウェイ・奥比叡ドライブウェイ
- 京都府道・滋賀県道30号下鴨大津線（山中越）

### 路線バス
- 比叡平線
  - 京阪バス56号経路京都比叡平線 - 比叡平と三条京阪を結ぶ路線。
  - 京阪バス66号経路大津比叡平線 - 比叡平とびわ湖浜大津、大津駅とを結ぶ路線。
- 比叡山ドライブバス（冬期運休）
  - 京阪バス57号経路京都比叡山線 - 京都駅・三条京阪とを結ぶ路線。
  - 京都バス51系統比叡山線 - 上記とほぼ同じ経路で運行する。
- 奥比叡ドライブバス（冬期運休）
  - 江若交通140系統 - 堅田駅・おごと温泉駅とを結ぶ路線。
- 比叡山内シャトルバス - 比叡山頂から延暦寺バスセンター・横川方面を結ぶシャトルバス。

## 放送所
KBS京都及び民放在阪広域テレビ局が京都市左京区側に、NHKが大津市側に、それぞれ下記に示す放送施設の送信所または中継局を設置している。

### 正式な放送所名
- NHK京都総合・大阪教育…比叡山テレビ放送所
- KBS…比叡山テレビ送信所

### 現存する局の概要

#### 地上デジタルテレビジョン放送送信設備

##### 在阪広域各局のデジタルテレビ中継局設置
- 2009年（平成21年）12月25日、総務省近畿総合通信局は2010年（平成22年）夏ごろを目処として、京都市内および周辺地域の建築物の高層化や地形等の影響による生駒山送信所からの受信障害を解消するため、近畿広域圏を放送対象地域とする各局についても中継局を設置する構想を明らかにした。
- 生駒山送信所からの地上デジタル放送の受信が困難な地域（ビル影、長岡京市の一部など）が存在した。地上デジタル放送では、中継所を集約し少ない中継局でより広いエリアをカバーすることを基本としているが、比叡山への新たな中継局の設置は、各世帯の既存の設備（比叡山向きのUHFアンテナ）のままで受信困難を解消する方策として考えられたものである[12]。
- 2010年（平成22年）7月9日、開局日が同年7月24日になるとの発表がなされた[13][14]。なお、この日はテレビ放送のデジタル完全移行1年前にあたるほか、地上デジタル放送の普及イベント[注釈 2]を行うことが開局日決定以前から企画されていた[注釈 3]。開局当初は2Wで運用されていたが、2010年（平成22年）9月27日から定格（フルパワー）の20Wに増力された。

NHK教育テレビと在阪広域民放局の放送エリアは以下の全域または一部地域。
- 京都市（伏見区および山科区を除く）
- 向日市
- 長岡京市
- 乙訓郡大山崎町
- 久世郡久御山町

| リモコン キーID                                                                                              | 放送局名              | コールサイン   | 物理 チャンネル | 空中線電力 | 実効輻射電力 | 放送対象 地域 | 放送区域 内世帯数 | 開局日         | 備考   |
| --- | --------------------- | -------------- | --------------- | ---------- | ------------ | ------------- | ----------------- | -------------- | ------ |
| 1 | NHK 京都総合          | JOOK-DTV       | 25ch            | 1kW        | 7.2kW        | 京都府        | 約1,130,000世帯   | 2005年 4月1日  | [ 15 ] |
| 2 | NHK 大阪教育          | （京都中継局） | 40ch            | 20W        | 360W         | 全国          | 約537,000世帯     | 2010年 7月24日 | [ 16 ] |
| 4 | MBS 毎日放送          | （京都中継局） | 33ch            | 20W        | 360W         | 近畿広域圏    | 約574,000世帯     | 2010年 7月24日 | [ 17 ] |
| 5 | KBS 京都放送          | JOBR-DTV       | 23ch            | 1kW        | 4.9kW        | 京都府        | 約1,250,000世帯   | 2005年 4月1日  | [ 18 ] |
| 6 | ABC TV 朝日放送テレビ | （京都中継局） | 38ch            | 20W        | 360W         | 近畿広域圏    | 約574,000世帯     | 2010年 7月24日 | [ 19 ] |
| 8 | KTV 関西テレビ放送    | （京都中継局） | 42ch            | 20W        | 360W         | 近畿広域圏    | 約574,000世帯     | 2010年 7月24日 | [ 20 ] |
| 10 | ytv 讀賣テレビ放送    | （京都中継局） | 35ch            | 20W        | 360W         | 近畿広域圏    | 約574,000世帯     | 2010年 7月24日 | [ 21 ] |
| 広域局中継局の試験放送開始日 - MBS・ABC TV・ytv：2010年7月12日 - KTV：2010年7月15日 - NHK教育：2010年7月19日 |                       |                |                 |            |              |               |                   |                |        |

#### FM補完中継局送信設備
KBS京都は、京都府久世郡久御山町のAM波送信所が洪水で機能しなくなる可能性を踏まえ、ワイドFM放送の開始を決定。2017年12月12日に予備免許通知書が総務省近畿総合通信局から交付され、2018年2月頃に試験放送開始の後、同年4月2日に本放送を開始した。
| 周波数  | 放送局名     | 空中線電力 | 実効輻射電力 | 放送対象 地域  | 放送区域 内世帯数 | 備考                      |
| ------- | ------------ | ---------- | ------------ | -------------- | ----------------- | ------------------------- |
| 94.9MHz | KBS 京都放送 | 3kW        | 5.5kW        | 京都府・滋賀県 | -                 | 2018年4月2日 本放送開始。 |

### 廃止された局の概要

#### 地上アナログテレビジョン放送送信設備
| チャンネル | 放送局名     | コールサイン | 空中線電力          | 実効輻射電力         | 放送対象 地域 | 放送区域 内世帯数 | 開局日          | 放送終了日     |
| ---------- | ------------ | ------------ | ------------------- | -------------------- | ------------- | ----------------- | --------------- | -------------- |
| 32ch       | NHK 京都総合 | JOOK-TV      | 映像10kW/ 音声2.5kW | 映像66kW/ 音声16.5kW | 京都府        | 不明              | 1972年 3月13日  | 2011年 7月24日 |
| 34ch       | KBS 京都放送 | JOBR-TV      | 映像10kW/ 音声2.5kW | 映像45kW/ 音声11kW   | 京都府        | 不明              | 1968年 12月24日 | 2011年 7月24日 |

#### マルチメディア放送送信設備
| 周波数        | 放送局名      | 空中線電力 | 実効輻射電力 | 主な放送区域                   | 放送区域< 内世帯数 |
| ------------- | ------------- | ---------- | ------------ | ------------------------------ | ------------------ |
| 214.714286MHz | Jモバ 京都MMH | 7.5kW      | 23kW         | 京都市・大津市・奈良市・大阪市 | 約-万世帯          |